# كفر دنيس
كفر دنيس هي إحدى القرى اللبنانية من قرى قضاء راشيا في محافظة البقاع. الديانات الرئيسية في القرية هي السنَّة والشيعة يليهم الموحدون الدروز والمسيحيين من الموارنة والروم الأرثوذكس.